# Occhi rossi (tramonto d'amore)/Per questo dissi addio
Occhi rossi (Tramonto d'amore)/Per questo dissi addio è un singolo della cantante italiana Orietta Berti, pubblicato dalla casa discografica Polydor nel 1974.

## Descrizione
Col brano Occhi rossi (Tramonto d'amore) la cantante ha partecipato al Festival di Sanremo 1974, classificandosi al terzo posto, successivamente con lo stesso brano ha partecipato anche a Canzonissima 1974.

## Tracce
1. Occhi rossi (Tramonto d'amore) (Di Corrado Conti, Daniele Pace, Lorenzo Pilat e Mario Panzeri)
2. Per questo dissi addio (Di Aldo Cazzulani, Daniele Pace e Mario Panzeri)